# Grandes régions de Suède
Pour les articles homonymes, voir Grande région.
Les grandes régions de Suède (en suédois : Landsdelar) sont une division historique du territoire de ce pays. Si elles n'ont plus aucune fonction administrative, elles restent néanmoins d'un usage courant pour se référer aux différentes parties de la Suède, surtout en météorologie. 
Ces grandes régions sont :
- le Götaland (au sud).
- le Svealand (au centre).
- le Norrland (au nord).

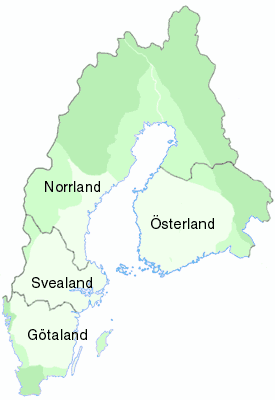
Les quatre régions historiques au temps de la Suède-Finlande.

Jusqu'en 1809, la Finlande faisait également partie intégrante du royaume de Suède — qu'on peut alors désigner comme la « Suède-Finlande ». Le Norrland s'étendait alors à la Laponie finlandaise et la province d'Oulu, tandis que le sud de la Finlande était considérée comme la quatrième grande région, parfois appelée l'Österland.